# Lottosystem
Im Lotto gibt es von den deutschen Lottogesellschaften vorgegebene Lottosysteme, die in Kurzschreibweise auf entsprechenden Tippscheinen gespielt werden können. Diese Systeme bestehen aus einer Ansammlung von einzelnen Tippreihen, die wie im Folgenden beschrieben aussehen.

## Systeme

### Vollsystem
Bei den Vollsystemen 007 bis 016 werden 7 bis 16 Zahlen angekreuzt und damit alle Kombinationen getippt, die aus diesen Zahlen gebildet werden können.
 Beim System n sind das {\displaystyle {n \choose 6}={\frac {n!}{720\cdot (n-6)!}}} Spiele, und man zahlt die entsprechenden Einsätze. Hier die Anzahl der möglichen Kombinationen:
Es gibt folgende Vollsysteme:
| System | Name            | Spiele |
| ------ | --------------- | ------ |
| 007    | System 6 aus 7  | 7      |
| 008    | System 6 aus 8  | 28     |
| 009    | System 6 aus 9  | 84     |
| 010    | System 6 aus 10 | 210    |
| 011    | System 6 aus 11 | 462    |
| 012    | System 6 aus 12 | 924    |
| 013    | System 6 aus 13 | 1716   |
| 014    | System 6 aus 14 | 3003   |
| 015    | System 6 aus 15 | 5005   |
| 016    | System 6 aus 16 | 8008   |

Die aktuell gängige Bezeichnung "System 6 aus X" beruht dabei auf dem gewählten Vollsystem.

### Teilsystem
Bei den Teilsystemen werden nicht alle möglichen Kombinationen getippt, sondern nur ein Teil davon. Informationen hierzu gibt es bei den Lottoannahmestellen oder unter dem unten angeführten Weblink. Die Spielsysteme hängen eng mit den Methoden aus der statistischen Versuchsplanung zusammen.
Durch Lottosystemspiele spart man Bearbeitungsgebühren und die Arbeit des Ausfüllens vieler Tippscheine. Die Gewinnchancen sind genauso hoch, als wenn man auf den Zetteln alle diese Tipps einzeln einträgt. 
Allerdings steigt der maximal mögliche Gewinn nicht, so dass man seine Chancen auf eine Vervielfachung des Einsatzes verringert: Spielt man nur eine Reihe für € 1,00 und gewinnt zum Beispiel € 1 575 000, so hat man seinen Einsatz auf das 1 575 000-fache vergrößert. Gelingt das gleiche mit einem 10er-Systemschein mit 210 Spielen (oder 210 einzelnen Tipps), dann beträgt der Einsatz € 210,00 und der Gewinn beträgt nur das 7 500-fache des Einsatzes. Die Chance auf 6 Richtige mit Superzahl hat sich dabei nur von 1 zu etwa 140 Millionen auf 1 zu 670 000 verbessert.